# IZ*ONE
IZ*ONE(아이즈원)은 대한민국의 12인조 한일 합작 프로젝트 걸 그룹이다. 9명의 한국인 멤버와 3명의 일본인 멤버로 구성되었는데, 2018년 Mnet에서 방영한 《PRODUCE 48》에서 최종 선발된 12명으로 그룹을 결성했다. 팬덤은 WIZ*ONE (위즈원)이다. 2018년 10월 29일 <La Vie en rose>로 데뷔하여 프로젝트가 종료되는 2021년 4월 29일 활동을 종료하였다.

## 활동

### 2018년: 한국 데뷔,COLOR*IZ

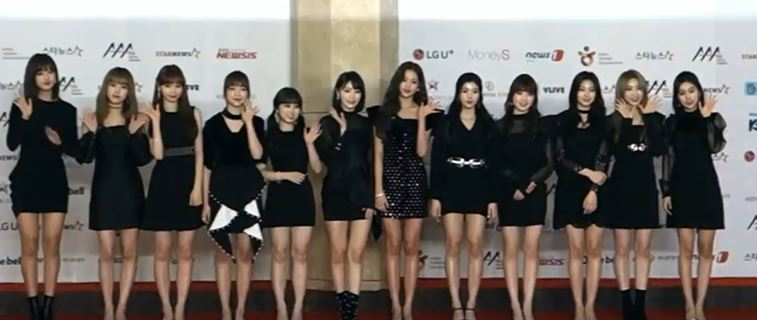
2018 아시아 아티스트 어워드 레드카펫에서 아이즈원

10월 15일에 공식 SNS 계정을 통하여 아이즈원의 데뷔 음반의 티저가 공개되기 시작하였다. 동년 10월 29일 데뷔 앨범이자 미니 1집인 《COLOR*IZ》(컬러라이즈)를 발매하였다. 이 당시 <COLOR>와 <ROSE>의 두 가지 버전으로 발매된 이 음반은 발매 당시 역대 걸그룹 초동 순위 9위, 역대 신인 걸그룹 초동 1위를 기록하였다. 타이틀 곡인 《La Vie en Rose》 (라비앙로즈)는 프랑스어로 ‘장밋빛 인생’이라는 뜻이다.
10월 29일 오후 6시에 음원이 공개되었고, 오후 8시부터 올림픽홀에서 쇼콘서트 형태의 데뷔 무대가 개최되었다.
11월 2일, 아이즈원의 첫 사인회 'IZ*ONE 1st Mini Album 《COLOR*IZ》발매 기념 사인회'가 서울특별시 용산구 소재의 동자아트홀에서 개최되었다.
11월 8일, 엠넷에서 방영하는 음악 프로그램인 엠카운트다운에 나와서 첫 방송 1위를 했다.
11월 13일, 11월 20일엔 SBS MTV에서 방영하는 음악 프로그램인 The SHOW에 출연해 1위에 해당되는 THE SHOW CHOICE에서 2관왕을 하였다.

### 2019년: 일본 데뷔,HEART*IZ

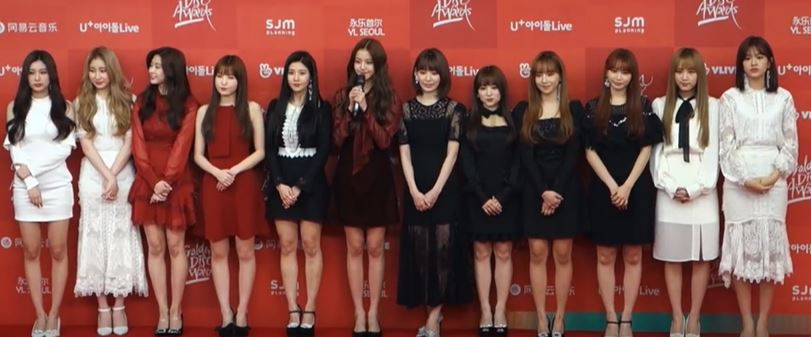
2019년 1월 6일 33회 골든디스크 시상식 레드카펫에서 아이즈원

1월 20일 일본 쇼케이스를 개최했으며, 2월 6일 일본 데뷔 싱글 〈好きと言わせたい〉(좋아한다고 말하게 하고 싶어)를 발매하며 동명의 타이틀곡으로 일본 활동을 진행하였다. 그리고 일본에선 유니버설 뮤직 재팬 산하의 EMI 레코드 재팬이 이들의 활동을 담당했다.
영국 일렉트로닉 대슨 뮤직(EDM) 뮤지션 겸 DJ인 조나스 블루 (Jonas Blue)와 깜짝 콜라보를 펼쳤다. 3월 8일 자정, 국내 온라인 음원사이트와 조나스 블루 공식 유튜브 채널을 통해 아이즈원과 조나스 블루의 콜라보 음원 'Rise(feat. IZ*ONE)'이 기습 발매되었다. 조나스 블루의 대히트곡 'Rise(feat. Jack & Jack)'을 아이즈원이 영어로 커버한 곡이다.
4월 1일 미니 2집 《HEART*IZ》 로 컴백했다. 타이틀곡은 스페인어로 제비꽃을 뜻하는 '비올레타(Violeta)'이다. 당시엔 <SAPPHIRE>,<VIOLETA>의 두 버전으로 출시되었으며, 4월 당시엔 역대 걸그룹 초동 1위를 달성하기도 하였다. 그리고 4월 12일 KBS 2TV의 뮤직뱅크에서 1등을 하여, 지상파 첫 1위를 기록했다.
6월 26일 일본 싱글 2집인 〈Buenos Aires〉를 발매했으며, 동년 9월 25일 일본 싱글 3집인 〈Vampire〉를 발매했다.
데뷔 1주년인 10월 29일 첫 번째 정규 앨범 《BLOOM*IZ》의 티저가 공개되었다. 11월 11일에 발매될 예정이었으나, PRODUCE 48 투표 조작 사건의 여파로 컴백이 잠정 연기되었고 모든 활동이 중단되었다. 그렇게 11월부터 1월까지 약 3달간 공백기에 들어가게 됐다.

### 2020년: 활동 재개,BLOOM*IZ,Oneiric Diary (幻想日記),One-reeler / Act IV
1월 23일, 엠넷이 공식 입장을 내고 아이즈원의 활동을 재개할 것이라고 밝혔다. 또한 2월 3일에는 컴백일을 2월 17일로 공식 확정하였다.
2월 17일, 첫 정규 앨범 《BLOOM*IZ》로 컴백했으며, 타이틀곡은 스페인어로 축제를 뜻하는 FIESTA이다. 아이즈원은 역대 걸그룹 초동 판매량 1위에 올랐다. FIESTA로 데뷔 이래 처음 멜론차트에서 실시간 1위를 차지하였다. 또한 이 곡은 멜론 2020년 연간차트에서 54위를 기록하며, 데뷔 후 처음으로 연간차트에 진입한 곡이 되었다.
6월 15일, 미니 3집 《Oneiric Diary (幻想日記)》으로 컴백했다. 타이틀곡은 환상동화이다. 《Oneiric Diary (幻想日記)》는 당시 걸그룹 앨범 초동 판매량 1위였던 《BLOOM*IZ》의 기록을 다시 한번 경신하며 또다시 역대 걸그룹 초동 판매량 1위에 올랐다. 데뷔 이후 처음으로 일주일 동안 모든 음악방송에서 1위를 차지하였으며, 특히 MBC 《쇼 음악중심》과 SBS 《인기가요》에서 데뷔 이래 첫 1위를 차지하였다.
12월 6일, MAMA에서 타이틀곡 Panorama의 무대를 선공개하였고, 12월 7일, 미니 4집 《One-reeler / Act IV》를 발매했다. 타이틀곡은 Panorama이다. 앨범 판매량 30만장을 넘기면서 아이즈원은 3번 연속으로 30만장을 돌파하였다.

### 2021년 이후: 온라인 단독 콘서트 및 해체, 이후 근황
아이즈원은 2021년 3월 13일과 14일, 온라인 단독 콘서트 《One, The Story》를 개최했다.
이후 2021년 4월 29일, 프로젝트 걸그룹 아이즈원은 예정대로 활동을 종료하고 해체하였다.
2021년 6월, 조유리가 JTBC의 드라마 《월간 집》의 사운드트랙 디지털 싱글을 발표했다. 이어 8월 24일, 권은비가 아이즈원 출신으로서는 최초로 정식 솔로 가수 활동을 시작했다. 이어서 9월 23일에 조유리가 솔로 가수 활동을 시작했고, 12월 22일에는 강혜원이 EP "W"를 발매했다. 12월 1일, 장원영과 안유진이 소속사 6인조 걸 그룹 IVE로 데뷔했다.
2022년 1월 17일, 최예나가 솔로 가수 활동을 시작했고, 5월 2일에는 미야와키 사쿠라와 김채원이 소속사를 쏘스뮤직으로 이적하여 5인조 걸 그룹 LE SSERAFIM으로 데뷔했다.
김민주는 MBC 드라마 《금혼령》을 통해 배우로서 활동을 시작했다.

## 이전 구성원
| 이름                         | 소개 |
| ---------------------------- | --- |
| 권은비                       | - 생년월일 : 1995년 9월 27일(29세) - 출생지 : 대한민국 서울특별시 - 소속사 : 울림 엔터테인먼트 / 에스엠컬처앤콘텐츠             |
| 사쿠라(본명:미야와키 사쿠라) | - 생년월일 : 1998년 3월 19일(27세) - 출생지 : 일본 가고시마현 - 소속사 : 쏘스뮤직 - 소속 그룹 : 르세라핌                        |
| 강혜원                       | - 생년월일 : 1999년 7월 5일(26세) - 출생지 : 대한민국 부산광역시 - 소속사 : 에잇디크리에이티브 - 학력 : 중앙대학교 연극영화학과 |
| 최예나                       | - 생년월일 : 1999년 9월 29일(25세) - 출생지 : 대한민국 서울특별시 - 소속사 : 위에화 엔터테인먼트                                |
| 이채연                       | - 생년월일 : 2000년 1월 11일(25세) - 출생지 : 대한민국 충청남도 - 소속사 : WM 엔터테인먼트                                      |
| 김채원                       | - 생년월일 : 2000년 8월 1일(25세) - 출생지 : 대한민국 서울특별시 - 소속사 : 쏘스뮤직 - 소속 그룹 : 르세라핌                     |
| 김민주                       | - 생년월일: 2001년 2월 5일(24세) - 출생지: 대한민국 서울특별시 - 소속사 : 매니지먼트 숲                                         |
| 야부키 나코                  | - 생년월일: 2001년 6월 18일(24세) - 출생지: 일본 도쿄도 - 소속사 : TWIN PLANET                                                  |
| 히토미(본명:혼다히토미)      | - 생년월일: 2001년 10월 6일(23세) - 출생지: 일본 도치기현 - 소속사 : iNKODE - 소속 그룹 : 세이마이네임                          |
| 조유리                       | - 생년월일: 2001년 10월 22일(23세) - 출생지: 대한민국 부산광역시 - 소속사 : 웨이크원                                            |
| 안유진                       | - 생년월일: 2003년 9월 1일(21세) - 출생지: 대한민국 대전광역시 서구 둔산동 - 소속사 : 스타쉽 엔터테인먼트 - 소속 그룹 : 아이브  |
| 장원영                       | - 생년월일: 2004년 8월 31일(20세) - 출생지: 대한민국 서울특별시 용산구 - 소속사 : 스타쉽 엔터테인먼트 - 소속 그룹 : 아이브      |

## 음반 목록
- "BLOOM*IZ"(2020년)
- "Twelve"(2020년)

## 단독 콘서트 개최 목록
| 2018                                        | 10월 29일 | 대한민국 | 서울 | 올림픽 공원 올림픽홀 | IZ*ONE‘COLOR*IZ’SHOW-CON                   | 약 3,000명  |
| 2019                                        | 6월 7~9일 | 대한민국 | 서울 | 잠실실내체육관       | IZ*ONE 1ST CONCERT [EYES ON ME] IN SEOUL   | 약 18,000명 |
| 2019                                        | 6월 16일  | 태국     | 방콕 | THE MALL BANGKAPI    | IZ*ONE 1ST CONCERT [EYES ON ME] IN BANGKOK | 약 4,500명  |
| 총 개최 횟수: 5회 총 동원 인원: 약 25,500명 |           |          |      |                      |                                            |             |

## 수상 목록

### 시상식
| 연도 | 국가     | 회차   | 시상식                          | 부문                                       | 결과 | 출처   |
| ---- | -------- | ------ | ------------------------------- | ------------------------------------------ | ---- | ------ |
| 2018 | 대한민국 | 제3회  | 아시아 아티스트 어워즈          | 가수 부문 AAA 신인상                       | 수상 |        |
| 2018 | 대한민국 | 제20회 | 엠넷 아시안 뮤직 어워드         | 여자 신인상                                | 수상 |        |
| 2018 | 대한민국 | 제20회 | 엠넷 아시안 뮤직 어워드         | 뉴 아시안 아티스트상                       | 수상 |        |
| 2018 | 대한민국 | 제3회  | 동아닷컴's PICK                 | 장밋빛 꽃길상                              | 수상 |        |
| 2019 | 대한민국 | 제33회 | 골든 디스크                     | 음반부문 신인상                            | 수상 | [ 17 ] |
| 2019 | 대한민국 | 제28회 | 하이원 서울가요대상             | 신인상                                     | 수상 |        |
| 2019 | 대한민국 | 제8회  | 가온차트 뮤직 어워즈            | 올해의 신인상 (앨범 부문)                  | 수상 |        |
| 2019 | 대한민국 | 빈칸   | 네이버 V LIVE                   | ROOKIE TOP 5 상                            | 수상 |        |
| 2019 | 일본     | 빈칸   | 오리콘                          | 상반기 신인 매출 1위상                     | 수상 |        |
| 2019 | 대한민국 | 빈칸   | CJ ONLY ONE 대상                | 성과창출상                                 | 수상 |        |
| 2019 | 대한민국 | 제2회  | 지니 뮤직 어워드                | The Performing Artist Female               | 수상 |        |
| 2019 | 대한민국 | 제2회  | 지니 뮤직 어워드                | M2 The Most Popular Artist                 | 수상 |        |
| 2020 | 일본     | 제34회 | 골드 디스크                     | New artist of the year                     | 수상 |        |
| 2020 | 일본     | 제34회 | 골드 디스크                     | Best 3 new artist                          | 수상 |        |
| 2020 | 대한민국 | 빈칸   | 한터차트                        | 걸그룹 부문 초동 음반 판매량 신기록 인증패 | 수상 | [ 18 ] |
| 2020 | 대한민국 | 제4회  | 소리바다 베스트 케이뮤직 어워즈 | 본상                                       | 수상 |        |
| 2020 | 대한민국 | 제4회  | 소리바다 베스트 케이뮤직 어워즈 | 신한류 글로벌 핫트랜드상                   | 수상 |        |
| 2020 | 대한민국 | 제5회  | 아시아 아티스트 어워즈          | 가수부문 AAA 포텐셜상                      | 수상 |        |
| 2020 | 대한민국 | 제5회  | 아시아 아티스트 어워즈          | AAA 베스트 뮤지션상                        | 수상 |        |
| 2020 | 대한민국 | 빈칸   | 멜론뮤직어워즈                  | TOP 10                                     | 수상 |        |
| 2021 | 대한민국 | 제10회 | 가온차트 뮤직 어워즈            | 올해의 핫 퍼포먼스상                       | 수상 |        |
| 2021 | 대한민국 | 제7회  | 아시아태평양 스타 어워즈        | APAN 톱 10                                 | 수상 |        |
| 2021 | 대한민국 | 제7회  | 아시아태평양 스타 어워즈        | 아이돌챔프 인기상                          | 수상 |        |
| 2021 | 대한민국 | 제30회 | 하이원 서울가요대상             | 본상                                       | 수상 |        |
| 2022 | 대한민국 | 제11회 | 가온차트 뮤직 어워즈            | 올해의 가수상 (피지컬 앨범부문)            | 수상 |        |

### 가요 프로그램 1위
| 연도             | 수상 내역 (총 26회) |
| ---------------- | --- |
| 2018년 (총 3회)  | - 라비앙로즈 (La Vie en Rose) (총 3회) - 11월 8일 Mnet 엠카운트다운 1위 - 11월 13일 SBS MTV 더쇼 시즌5 더 쇼 - 11월 20일 SBS MTV 더쇼 시즌5 더 쇼 초이스 (2주 연속) |
| 2019년 (총 7회)  | - 비올레타 (총 7회) - 4월 9일 SBS MTV 더쇼 시즌5 더쇼 초이스 - 4월 10일 MBC MUSIC 쇼 챔피언 챔피언송 - 4월 11일 Mnet 엠카운트다운 1위 - 4월 12일 KBS2 뮤직뱅크 K-Chart 1위 - 4월 16일 SBS MTV 더쇼 시즌5 더쇼 초이스 (2주 연속) - 4월 17일 MBC MUSIC 쇼 챔피언 챔피언송 (2주 연속) - 4월 18일 Mnet 엠카운트다운 1위 (2주 연속) |
| 2020년 (총 16회) | - FIESTA (총 4회) - 2월 25일 SBS MTV 더쇼 시즌5 더쇼 초이스 - 2월 26일 MBC M 쇼 챔피언 챔피언송 - 2월 27일 Mnet 엠카운트다운 1위 - 3월 3일 SBS MTV 더쇼 시즌5 더쇼 초이스 (2주 연속) - 환상동화 (총 7회) - 6월 23일 SBS MTV 더쇼 시즌5 더쇼 초이스 - 6월 24일 MBC M 쇼 챔피언 챔피언송 - 6월 25일 Mnet 엠카운트다운 1위 - 6월 26일 KBS2 뮤직뱅크 K-Chart 1위 - 6월 27일 MBC 쇼 음악중심 1위 - 6월 28일 SBS 인기가요 1위 - 6월 30일 SBS MTV 더쇼 시즌5 더쇼 초이스 (2주 연속) - Panorama (총 5회) - 12월 15일 SBS MTV 더쇼 시즌5 더쇼 초이스 - 12월 17일 Mnet 엠카운트다운 1위 - 12월 18일 KBS2 뮤직뱅크 K-Chart 1위 - 12월 20일 SBS 인기가요 1위 - 12월 24일 Mnet 엠카운트다운 1위 (2주 연속) |

## 같이 보기
- PRODUCE 48
- 오프더레코드 엔터테인먼트
- BLOOM*IZ
- COLOR*IZ